# Орієнтована площа
Орієнтована площа — узагальнення поняття площі, обмеженої замкнутою кривою на площині. На відміну від звичайної площі, має знак.

## Визначення
Якщо на орієнтованій площині міститься напрямлена замкнута крива {\displaystyle \ell }, можливо із самоперетинами і накладаннями, то для кожної точки площини, що не лежить на {\displaystyle \ell }, визначено цілочислову функцію (додатну, від'ємну або нульову), звану індексом точки відносно {\displaystyle \ell }. Вона показує скільки разів і в який бік контур {\displaystyle \ell } обходить цю точку. Інтеграл по всій площині від цієї функції, якщо він існує, називають охоплюваною {\displaystyle \ell } орієнтованою площею.

## Властивості
Для орієнтованої площі {\displaystyle S} обмеженої замкнутою ламаною {\displaystyle A_{1}\dots A_{n}} на площині виконується рівність
{\displaystyle S\cdot {\vec {N}}={\vec {OA_{1}}}\times {\vec {A_{1}A_{2}}}+\dots +{\vec {OA_{n}}}\times {\vec {A_{n}A_{1}}},}
де {\displaystyle {\vec {N}}} позначає одиничний вектор нормалі до площини і {\displaystyle \times } — векторний добуток.